# Davilla
Davilla es un género  de plantas  perteneciente a la familia Dilleniaceae.  Comprende 68 especies descritas y de estas, solo 26 aceptadas. Se distribuye desde México a Brasil.

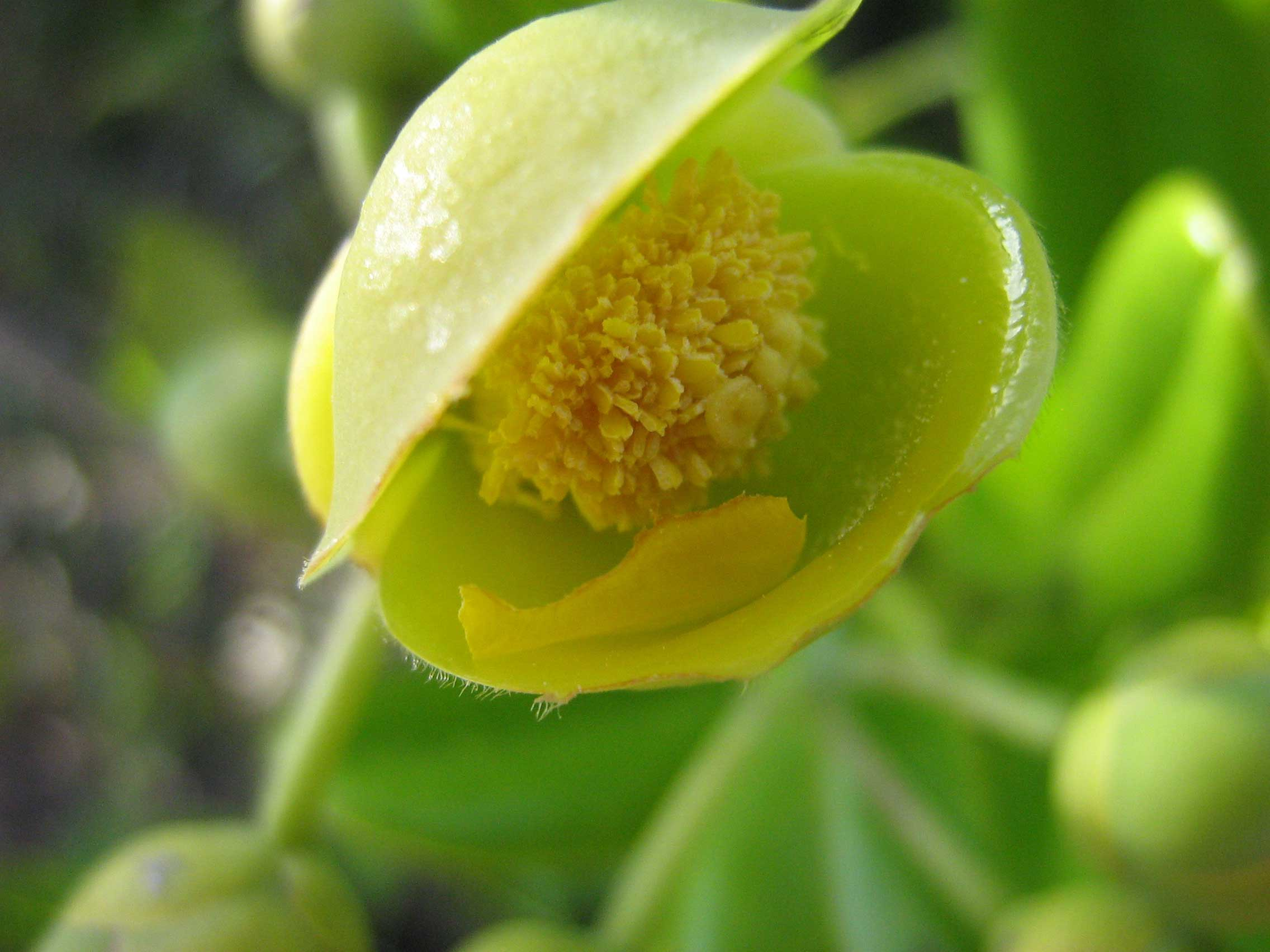
Davilla sessilifolia

## Descripción
Son lianas o arbustos; plantas hermafroditas. Hojas frecuentemente escabrosas y pubescentes con tricomas simples; pecíolos alados hasta angostamente recurvado-alados. Inflorescencias en panículas terminales o axilares en los nudos superiores; sépalos 5, desiguales, los 2 interiores más grandes, muy cóncavos, acrescentes, tornándose coriáceos, envolviendo el fruto y simulando una cápsula globosa; pétalos 3–6; estambres numerosos; carpelos 1–2, libres, 1-loculares, óvulos 2, erectos y basales, estilos claviformes, estigmas peltados y emarginados. Frutos globosos, indehiscentes o abriéndose irregularmente; semillas 1–2, lisas, envueltas por el arilo.

## Taxonomía
El género fue descrito por Domenico Vandelli y publicado en Florae Lusitanicae et Brasiliensis Specimen 35, f. 14. 1788.

## Especies
- Davilla adenophylla Mart. ex Eichler
- Davilla alata Briq.
- Davilla angustifolia A.St.-Hil.
- Davilla aspera Benoist
- Davilla asperrima Splitg.
- Davilla bahiana Aymard
- Davilla bilobata Aymard
- Davilla cearensis Huber
- Davilla elliptica A.St.-Hil.
- Davilla flexuosa A.St.-Hil.
- Davilla glaziovii Eichl.
- Davilla grandiflora A.St.-Hil.
- Davilla grandifolia Moric.
- Davilla kunthii A.St.-Hil.
- Davilla lacunosa Mart.
- Davilla latifolia (sambaúva)
- Davilla lucida
- Davilla macrocarpa Eichler
- Davilla morii Aymard
- Davilla nitida (Vahl) Kubitzki
- Davilla rugosa Poir. Var. rugosa
- Davilla strigosa Kubitzki